# Les Beatles Dans Leurs 14 Plus Grands Succès
Les Beatles Dans Leurs 14 Plus Grands Succès è una raccolta dei Beatles pubblicata solamente in Francia nel 1965.

## Tracce
Lato A
1. From Me to You (Lennon-McCartney)
2. Please Please Me (Lennon-McCartney)
3. She Loves You (Lennon-McCartney)
4. Twist and Shout (Phil Medley, Bert Russell)
5. I Saw Her Standing There (Lennon-McCartney)
6. I Want to Hold Your Hand (Lennon-McCartney)
7. All My Loving (Lennon-McCartney)

Lato B
1. Roll Over Beethoven (Chuck Berry)
2. Can't Buy Me Love (Lennon-McCartney)
3. A Hard Day's Night (Lennon-McCartney)
4. I Feel Fine (Lennon-McCartney)
5. She's a Woman (Lennon-McCartney)
6. Eight Days a Week (Lennon-McCartney)
7. Rock and Roll Music (Chuck Berry)[1]

## Formazione
The Beatles
- John Lennon: voce a From Me to You, Please Please Me, She Loves You, Twist and Shout, I Want to Hold Your Hand, A Hard Day's Night, I Feel Fine, Eight Days a Week e Rock and Roll Music, cori, seconda voce a I Saw Her Standing There, armonica a bocca a From Me To You e Please Please Me, battimani a I Saw Her Standing There, I Want to Hold Your Hand, Roll Over Beethoven e Eight Days a Week, chitarra ritmica
- Paul McCartney: voce a From Me to You, She Loves You, I Saw Her Standing There, I Want to Hold Your Hand, All My Loving, Can't Buy Me Love e She's a Woman, cori, conteggio e seconda voce a A Hard Day's Night, battimani a I Saw Her Standing There, I Want to Hold Your Hand, Roll Over Beethoven e Eight Days a Week, pianoforte a She's a Woman, basso elettrico
- George Harrison:  voce a Roll Over Beethoven, cori, battimani a I Saw Her Standing There, I Want to Hold Your Hand, Roll Over Beethoven e Eight Days a Week, chitarra solista
- Ringo Starr: batteria, chocallo a She's a Woman, bongo a A Hard Day's Night

Altri musicisti
- George Martin: pianoforte a A Hard Day's Night e Rock and Roll Music[2]